# Revista Feminina (publicação)
A Revista Feminina, fundada por, Virgilina de Souza Salles, em junho de 1915, era uma revista mensal que circulou até 1936, tendo como sede São Paulo e como público o território brasileiro por 22 anos.

## A revista
Fundada em 1915 por Virgilina de Souza Salles, a Revista Feminina é considerada uma das publicações precursoras do gênero no Brasil. O seu conteúdo era voltado às mulheres de classe média e alta em seus papéis de donas de casa, mães e esposas, sempre com conselhos e manuais.
Essa publicação foi o exemplo mais perfeito da vinculação imprensa / indústria nascente / publicidade, pois deve sua existência a uma bem montada sustentação comercial, hoje ingênua, mas muito eficaz na época. A Revista, definida por Virgilina de Souza Salles como um periódico da mulher para a mulher, trazia consigo ideologia de instruir e oferecer à mulher e à família o direito à Literatura. Todavia, apesar de ter um cunho feminista muitas vezes implícito, esse ideal aparece em pequenas manifestações da diretora, ou nos ensaios de colaboradores. Com as páginas direcionadas à mulher, pretendia, na verdade, levar conteúdo de interesse à toda a família. Para isso, valia-se de autores de renome da Literatura do período (Coelho Neto, Olavo Bilac, Monteiro Lobato, Presciliana Duarte de Almeida, dentre outros). Lado a lado, textos de autores de maior prestígio, dividiam as páginas com seções abertas ao público leitor, composto por homens e mulheres de todo o país. A escrita feminina era estimulada e publicada na seção Jardim Fechado, que apresentava cartas, poemas e originais enviados à redação do periódico. A leitura, por sua vez, era incentivada pela publicação de textos originais ou pela reprodução de literatos que faziam parte do círculo de convívio da família Salles. Outra grande inovação da diretora na criação deste projeto, foi a junção de uma Biblioteca física, que, junto à redação, estava incorporada a uma sede em que se realizavam estudos de diversos gêneros, para a mulher.

## Origem

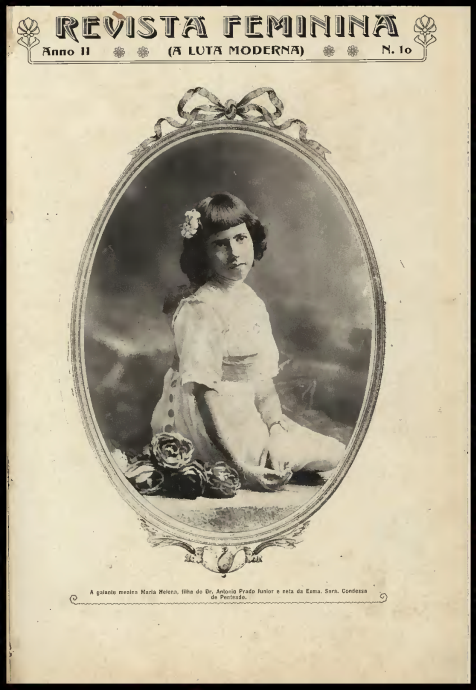
Capa da Revista Feminina, de fevereiro de 1915.

A Revista Feminina, surge em 1915, numa remodelação de um pequeno jornal, cujo nome era A Luta Moderna. Virgilina, juntamente ao marido, João Salles, e ao irmão Cláudio de Souza, modifica o projeto inicial do periódico e expande, recria, inova, propiciando o alcance da publicação para todo o país. Dentre seus colaboradores destacavam-se nomes de importantes escritores, como Coelho Neto, Menotti Del Picchia e Julia Lopes de Almeida. (...) "o sucesso dessa revista pode ser medido não apenas pela durabilidade, mas ainda pelos números: uma média de 15 a 20 mil exemplares, e em alguns números chegou a ter 30 mil exemplares impressos. Mais do que o público, a base comercial da revista era a “Empresa Feminina”, que vendia produtos de beleza, romances etc. Dotada de uma perspectiva empresarial, o periódico foi conduzido pelos anseios de propagação literária, mas contava com as propagandas dos produtos da época e com as assinaturas das leitoras para sobreviver. Na Revista, a diretora procura afirmar seu intuito aparentemente modesto:  
"A nossa revista representa um gesto abnegado de altruísmo. Criâ-mo-la pela necessidade premente de que se ressentia o nosso meio de uma leitura sã e moral e que, ao lado da parte recreativa e literária, colaborasse eficaz e diretamente na educação doméstica e na orientação do espírito feminino. Não tivemos, não temos e não teremos nenhuma pretensão descabida; nosso esforço é modesto e humilde; não pretende ensinar nem reformar; o que pretende é apenas colaborar, na medida de suas forças, para a educação feminina".

## Seções
A revista compunha-se por textos, crônicas, poemas e seções. Dentre as seções constantes, podem ser ressaltadas:
1. Livros recebidos;
2. Poemas da juventude;
3. Os nossos poetas;
4. Jardim fechado;
5. Livros novos.

## Colaboradores
Dentre os autores que colaboravam com o periódico ou que simplesmente tiveram seus textos reproduzidos para a leitura, podem ser mencionados:
1. Garcia Redondo
2. Coelho Neto
3. Alphonsus de Guimarães
4. Júlia Lopes de Almeida
5. Prisciliana Duarte de Almeida
6. Almeida Garrett.